# Rozel (Kansas)
Rozel es una ciudad ubicada en el condado de Pawnee en el estado estadounidense de Kansas. En el año 2010 tenía una población de 156 habitantes y una densidad poblacional de 260 personas por km².

## Geografía
Rozel se encuentra ubicada en las coordenadas 38°11′45″N 99°24′09″O / 38.195870, -99.402444 (38.195870, -99.402444).

## Demografía
Según la Oficina del Censo en 2000 los ingresos medios por hogar en la localidad eran de $33,750 y los ingresos medios por familia eran $45,893. Los hombres tenían unos ingresos medios de $25,833 frente a los $21,875 para las mujeres. La renta per cápita para la localidad era de $14,151. Alrededor del 8.6% de la población estaban por debajo del umbral de pobreza.